# Tangermünde
Tangermünde (pronunciación en alemán: /taŋɐˈmʏndə/ⓘ) es una ciudad alemana, ubicada en el distrito de Stendal, en la parte noreste del Estado federal de Sajonia-Anhalt, a orillas del río Elba en la región de Altmark.

## Historia

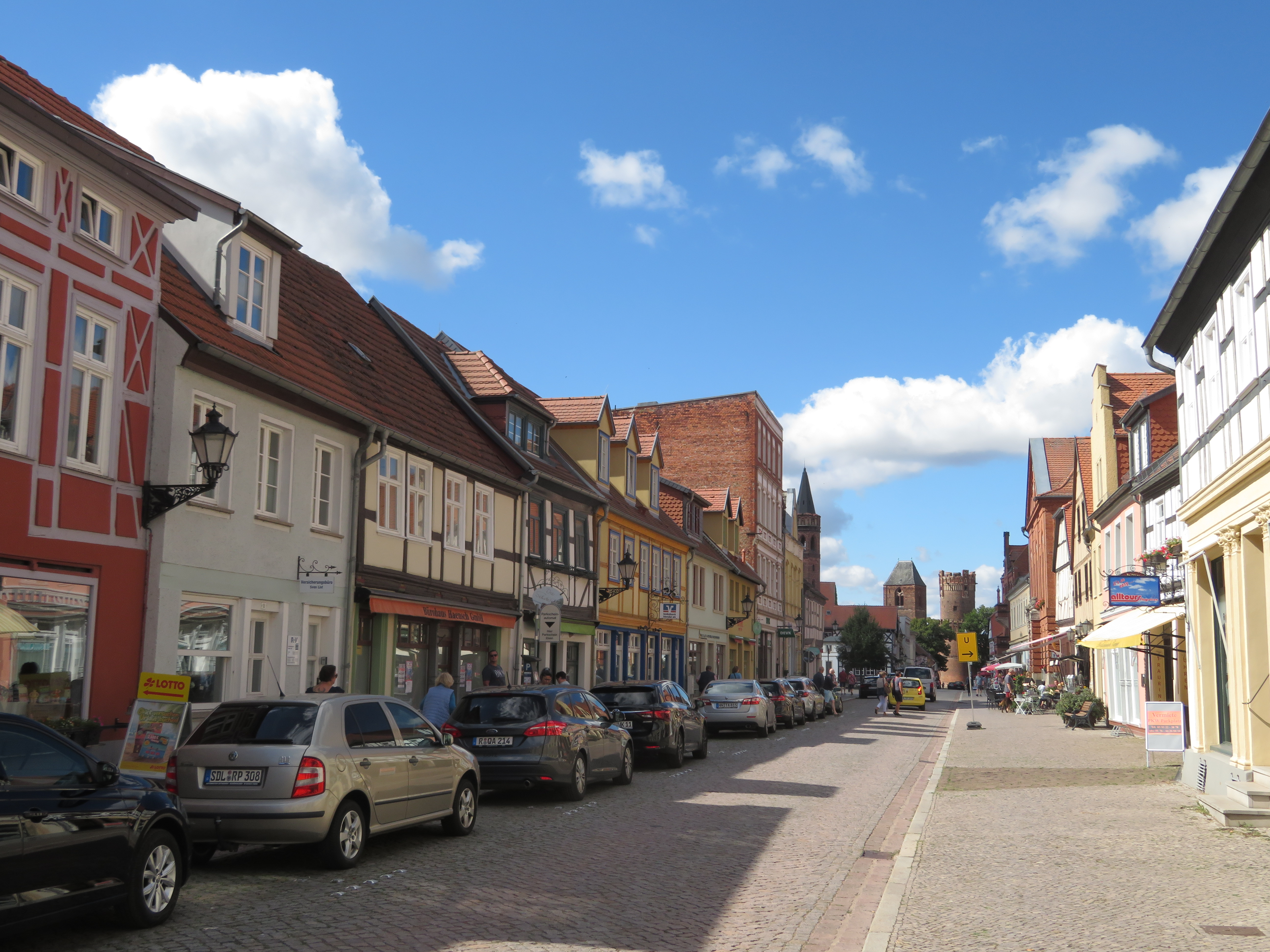
Calle mayor, anterior Iglesia de San Nicolai, puerta NeustädterTor

Tangermünde significa «boca del Tanger». El Tánger es un afluente del río Elba y Tangermünde se encuentra en donde ambos ríos se unen.
Fue mencionada por primera vez en 1009 y, en el siglo XIII, fue gobernada por una sucesión de vögte. En el siglo XIV, la ciudad fue una de las localidades favoritas del emperador Carlos IV de Luxemburgo, antes de convertirse en 1415 en la residencia de los electores Hohenzollern de Brandeburgo. Tangermünde perdió el favor de los príncipes en 1488 después de una rebelión, por lo que su residencia fue reubicada en Berlín-Cölln. Tangermünde era miembro de la Liga hanseática. Debido a su puerto fluvial del río Elba experimentó un auge económico en la Edad Media. En 1617 una gran parte de la ciudad fue destruida por un incendio. La vecina Grete Minde a que se refiere una novela del autor Theodor Fontane fue acusada como incendiaria y quemada sobre un montón de leña en 1619. En 2009 fue erigido un monumento dedicado a ella delante del ayuntamiento de Tangermünde.

## Lugares de interés

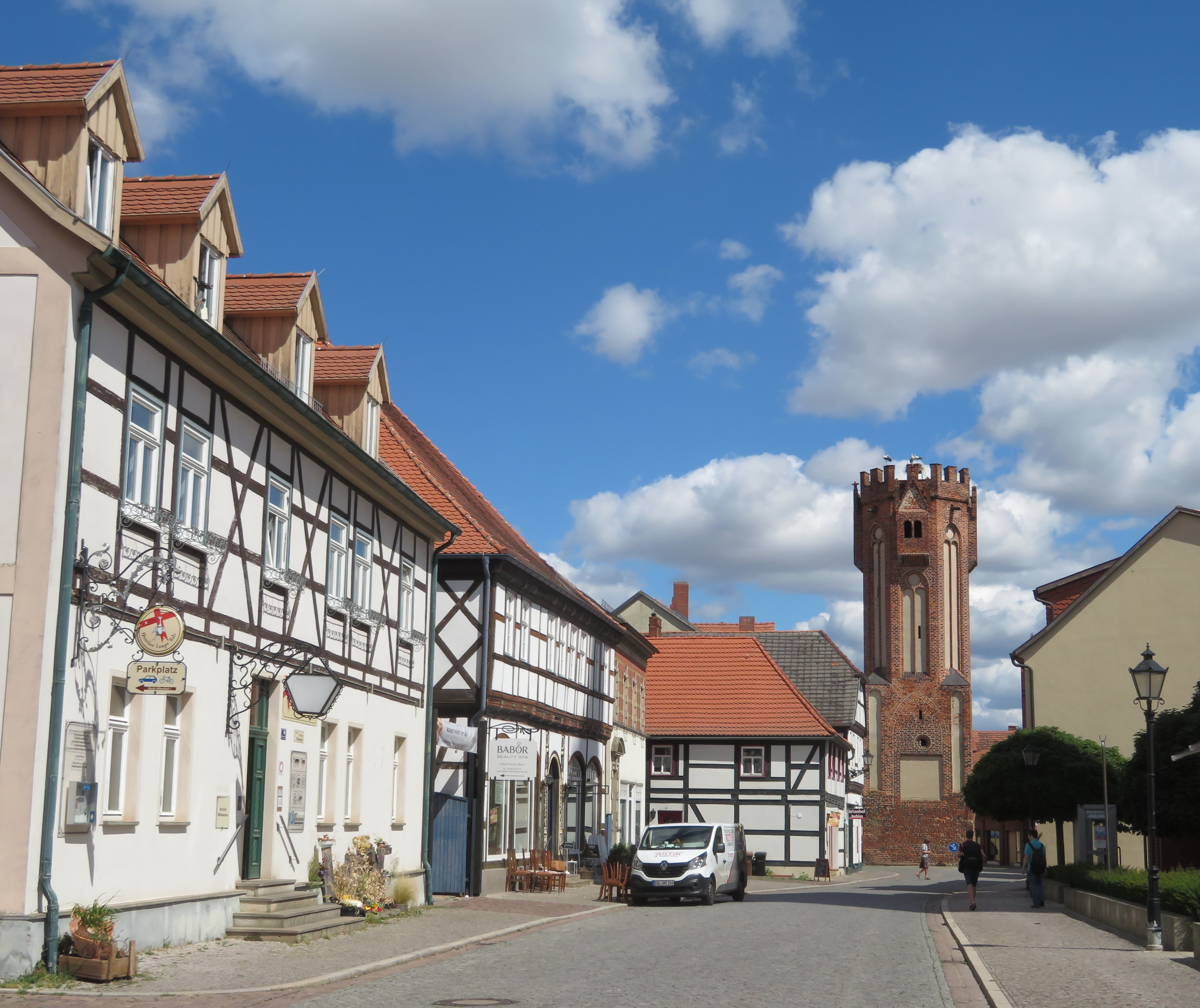
Calle mayor con la torre Eulenturm

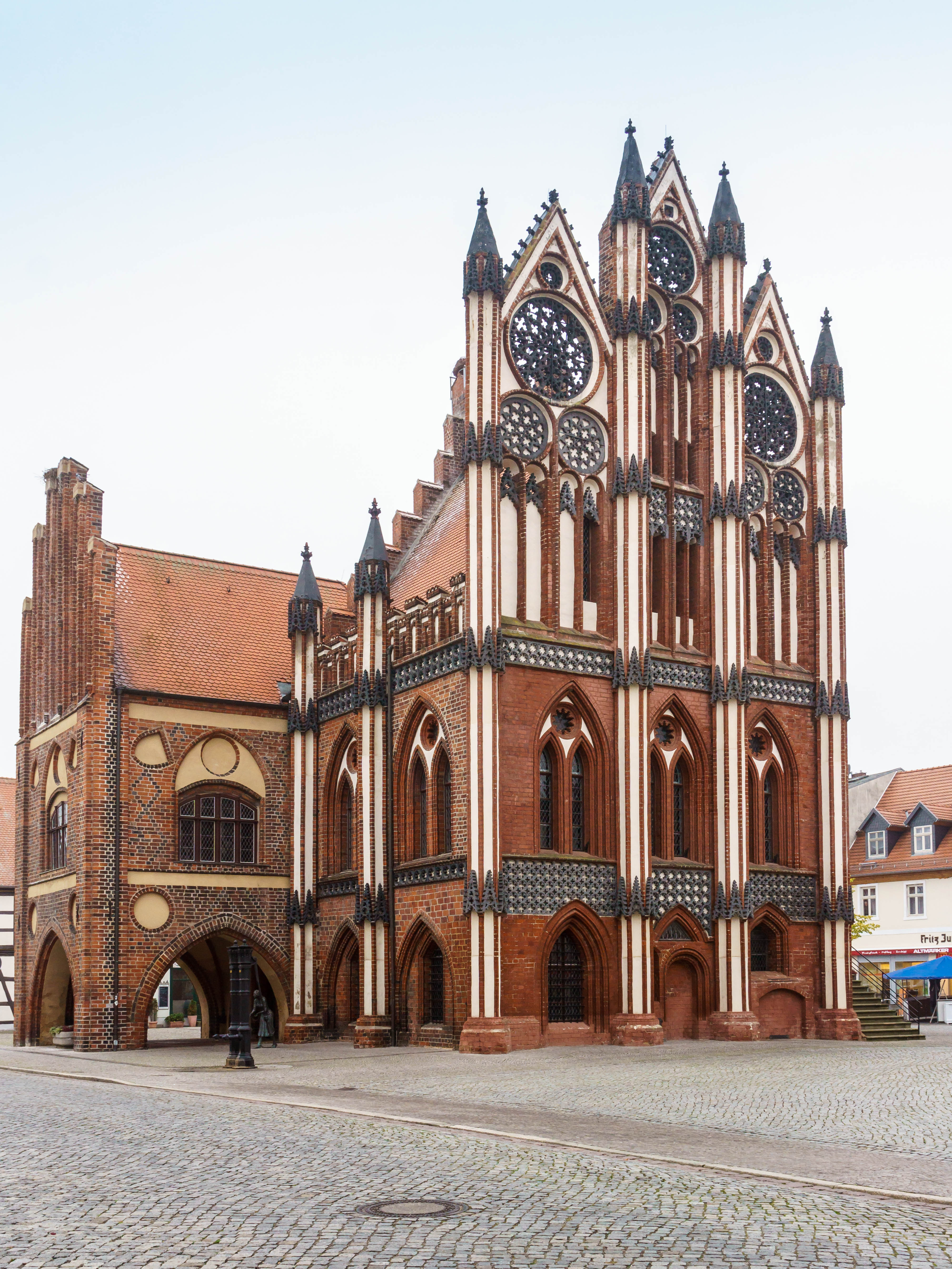
Ayuntamiento

Tangermünde cuenta con muchos lugares de interés como p. ej. su casco histórico y una muralla medieval con torres y puertas bien conservadas. La arquitectura es muy parecida a la de Lübeck, la sede de la Liga hanseática. La muralla fue edificada a partir del siglo XIII y reparada varias veces ya que era una buena protección contra las inundaciones del río Elba. La impresionante puerta Neustädter Tor, construida en 1450, se ubica en frente de la anterior iglesia St. Nicolaikirche del siglo XII que cuenta con un campanario de 1470. La iglesia fue profanada en el siglo XVI y convertida en un restaurante. Wassertor es otra puerta de la muralla bien conservada. La torre Schrotturm que mide 50 metros de alto es la torre fortificada más alta de la ciudad. La torre Eulenturm, la torre más antigua, fue construida a partir de 1300. Otra torre fortificada se sitúa en la Schulstraße, una pequeña calle en el sudoeste del casco histórico.
El ayuntamiento cuya fachada mide 24 metros de alto fue construido en 1430 y el ala de oeste fue añadido en 1480.
La iglesia St. Stephan es una iglesia protestante construida en el siglo XV y dañada por un incendio en 1617. Su campanario mide 87 metros de alto. En el interior se puede ver una pila bautismal de 1508 que fue salvada durante el incendio así como un púlpito de 1619.
La capilla St. Elisabethkapelle que se ubica en el norte del centro histórico fue construida en un estilo gótico en el siglo XV. Después del incendio de 1617 sirvió de almacén de sal bajo el nombre Salzkirche (iglesia de sal). Fue renovada entre 1992 - 1997 y convertida en una sala para conciertos y exposiciones.
El castillo Burg Tangermünde que abriga un hotel se ubica en el nordeste del centro histórico. El documento más antiguo que menciona el castillo fue redactado en 1009. La torre Kapitelturm que mide 50 metros de alto ofrece una vista panorámica de la ciudad y de sus alrededores. La torre Gefängnisturm construida en 1480 sirvió de cárcel. Su tejado cónico fue añadido en 1912. El edificio más antiguo del castillo es la Alte Kanzlei construido en el siglo XV. La pequeña torre Hexenturm (Torre de las Brujas) ofrece una vista panorámica del puerto fluvial y del pequeño río Tanger, un afluente del río Elba.